# 루스의 기억
루스의 기억 (원제 : Drowning Ruth)은 2000년에 베스트셀러가 된 크리스티나 슈바르츠의 소설이다. 오프라의 북 클럽(Opra's Book Club)에 2000년 9월 선정되었다.
이 책은 현재 영화로 제작되고 있다.

## 줄거리 요약
아만다(Amanda)와 마틸다(Mathilda)는 위스콘신 시골에 사는 두 자매이다. 그들은 매우 친밀했지만, 많이 달랐다. 마틸다는 자그마하고 예쁘고, 모험적인 반면에, 아만다는 키가 크고 뻤뻣하고, 이상했으며 엄숙했다. 마틸다가 칼과 결혼했을 때, 아만다는 마틸다에게 배신감을 느껴 간호학교로 떠났다. 그녀는 그녀의 일에 열중했고, 그녀의 삶을 아프고 다친 사람들을 위해 바쳤다. 한편, 마틸다와 칼은 결혼하여 가족의 농장에서 멀리 떨어진 작은 섬에서 함께 살았다. 그들은 그곳에서 행복했고, 루스(Ruth)를 낳았다. 하지만 얼마 뒤, 칼은 답답함을 느끼기 시작했고 군대에 자원하여 프랑스로 가게 되었다. 마틸다는 그가 떠나는 데에 충격을 받고 화나했다. 그녀는 농장으로 되돌아와서 그녀의 죽은 부모의 낡은 집에서 지냈다.
아만다는 초조하고 화가 나기 시작했다. 그녀는 언제나 아팠으며, 불안한 난파선이었다. 그녀는 휴식을 취하라는 설득을 받고 그녀의 동생과 조카와 함께 지내기 위해 가족의 농장에 돌아갔다. 그들 셋은 매우 친밀하게 자라났고, 아만다는 루스를 그들의 딸로 보기 시작했다. 그러면서 그녀는 루스에 대해 매우 보호적으로 대하기 시작했다. 잠시 동안 농장 집에서 지낸 후, 아만다는 마틸다에게 섬으로 가자고 제안했다. 처음에 그 생각은 잘 납득되지 않았지만, 마틸다는 곧 동의하고 그들 셋은 섬으로 이사를 갔다.
여름 동안, 아만다는 임신을 한 것이 명백해졌고, 그 사실을 사람들로부터 숨기기 위해 필사적이었다. 마틸다는 그 아이를 자신의 아이로 입양하는 것을 동의하고, 그 아이를 가정부로부터 태어난 고아라고 거짓 이야기를 꾸미게 된다. 아만다는 이 계획에 만족했지만 아직 그녀의 임신을 숨겨야 해서, 아기가 태어나기 전까지 섬을 떠나지 않았다. 아만다는 마침내 섬의 집에서 마틸다의 도움으로 아기를 낳게 되고, 루스는 침대 밑에서 그 소리를 듣게 된다. 어느날 밤 아만다는 마틸다가 자신의 아기를 기르게하는 데에 생각을 바꾸고, 그 섬을 아기를 안고 호수의 얼음을 지나 떠나기로 결심한다. 약 4살이었던 루스는 아만다가 얼음 위로 떠나고 있을 때 따라가게 되고, 아만다가 떠나는 걸 원치 않았다. 마틸다는 그들을 쫓아 뛰어 갔고, 루스를 되돌아 오게 하고, 아만다가 왜 떠나는 지 이유를 알려고 했다. 얼음 위에서 그들은 얇은 얼음판을 지나게 되어, 얼음이 깨지기 시작한다. 루스와 마틸다는 그 때 물에 빠지게 되며, 아만다는 필사적으로 그들을 구하려고 뛰어간다. 마틸다는 루스를 구하기 위해 얼음 표면위로 내보냈지만 그녀는 물 속에 다시 빠지게 된다. 아만다는 마틸다를 온 힘을 다해 꺼내려고 하지만, 마틸다가 그녀의 손가락을 깨물어 그녀를 놓치게 하여 마틸다는 얼음 물 속에서 빠져 죽게 된다. 루스는 꽁꽁 얼어서 반쯤 죽은 상태였지만, 아만다의 아기의 체온으로 인해 되살아 나게 되었다.
아만다는 태어난 아기를 마을에서 최근에 유산한 여성(메리 루이스)에게 건네준다. 그녀는 그 여성에게 가정부가 아이를 낳았지만, 출산 후 죽게 되었다고 말을 한다. 그녀는 또한 아이의 이름이 이모진(Imogene)이라는 말을 덧붙인다. 그 여성은 그렇게 아이를 받게 되고, 아만다과 루스가 꽁꽁 얼었고 잠옷을 입고 있는 상황을 눈치채지 못한다. 그리고 아만다에게 묻은 피를 알아채지도 못한다.
마틸다가 죽은 얼마 후, 칼은 심각한 부상을 입은 채로 전쟁으로부터 집으로 돌아오게 된다. 그리고 아만다의 간호를 받게되어 회복하게 된다. 루스는 정신적 충격을 받은 후로, 이상하게 행동하고 잘 모르는 그녀의 아버지(칼)에게 못되게 군다. 한동안 그들 셋은 아무 사고 없이 잘 지내지만, 얼마 뒤부터 칼은 아내(마틸다)의 죽음에 대해 마틸다가 알려준 이야기 뒤에 숨겨진 이야기가 있을 것이라 의심하게 된다. 그가 아는 내용은 그의 아내가 혼자 밤을 떠돌아다니다가 사라졌고, 그 후 얼음 밑에서 발견되었다는 이야기뿐이었다.
아만다는 불안과 걱정에 휩싸여 다시 심각한 문제를 보이기 시작했다. 그녀는 정신 병원에 입원되었고, 칼은 혼자서 루스를 돌보기 위해 남게 되었다. 아이들에 대해 잘 몰라 걱정이 되어서, 그는 그의 사촌인 힐다(Hilda)에게 농장에 와서 루스를 돌봐달라고 부탁한다. 루스는 즉시 힐다를 싫어하게 된다. 힐다는 엄격하며 근엄했고, 재미없는 사람이었다. 그녀는 루스를 문제아로 보았고, 루스를 체벌하는 것을 즐기는 것으로 보였다. 어느 날, 칼의 주선으로 주변의 여성들을 모아 다과회를 열고 있는 데, 예쁘게 꾸며놓은 루스가 엉망진창이 되어 돌아오자 화나간 힐다는 결국 자신의 집으로 돌아가게 된다.